# Pluvialis dominica
El chorlito dorado chico, chorlito dorado americano, chorlo dorado o chorlo pampa (Pluvialis dominica) es una especie de ave Charadriiforme de la familia Charadriidae

## Descripción

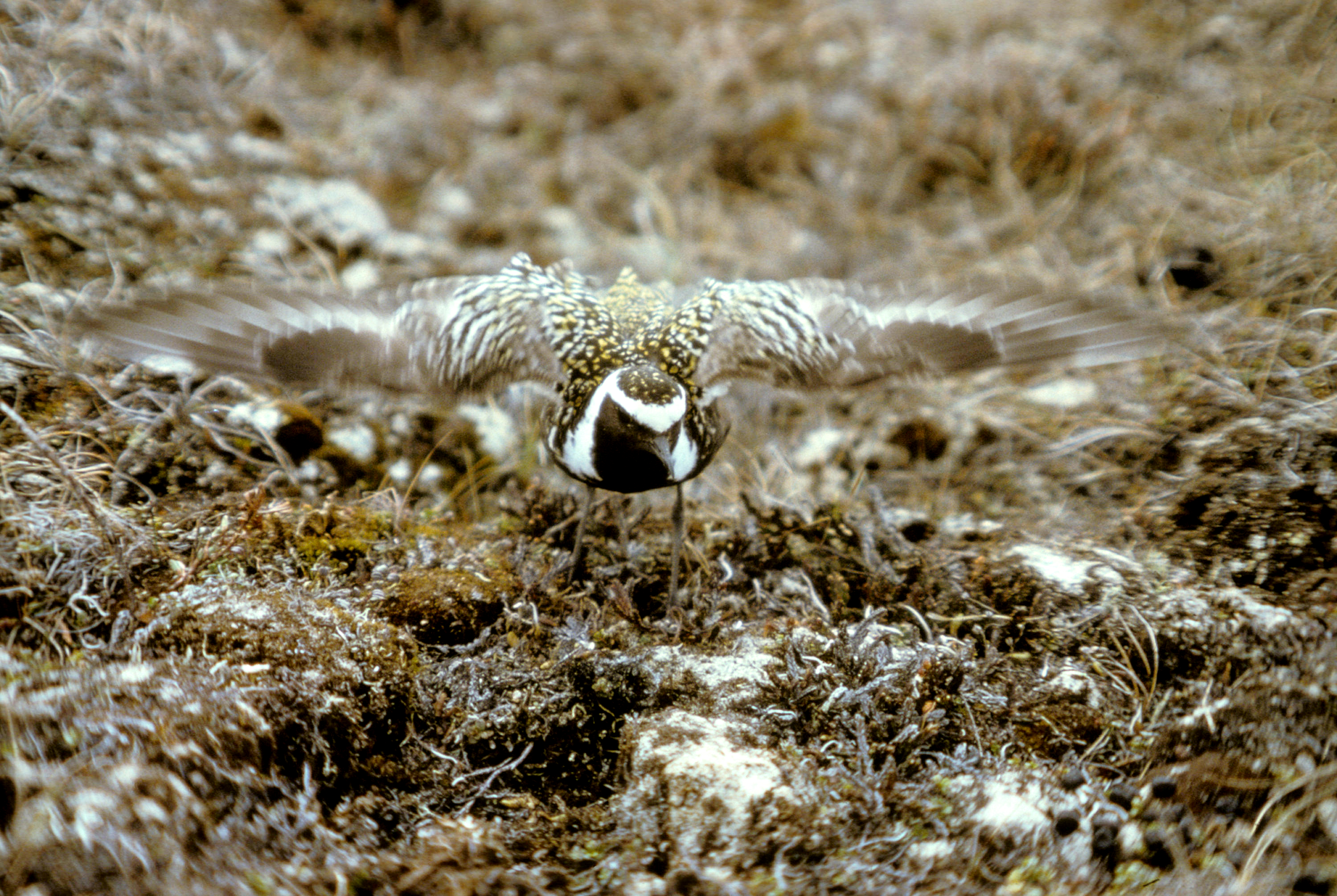
Chorlito dorado Pluvialis dominica a punto de tomar vuelo.
Notar el plumaje oscuro en la zona posterior axilar.

Es un ave de mediano tamaño con un peso de 122-194 gramos, una longitud de 23 a 30 cm y una envergadura alar de entre 45,7 y 66 cm. Es parecido a otros dos chorlitos dorados de Eurasia y el Pacífico. El chorlito dorado americano es más pequeño, más delgado y tiene las patas ligeramente más largas que el chorlito dorado europeo -Pluvialis apricaria-, que también tiene las plumas axilares de color blanco. Es más similar al chorlito dorado siberiano -Pluvialis fulva- con el que una vez fue considerado misma especie bajo el nombre de chorlito dorado menor. El chorlito dorado siberiano es más delgado que la especie americana, tiene un pico más corto, tiene las patas más largas y el color de su plumaje es por lo general más amarillo en la parte posterior. Durante la temporada reproductora estas tres especies muestran un acusado dimorfismo estacional en el que lucen un plumaje muy similar: partes inferiores negras y rostro negro bordeado de blanco con un moteado amarillo en el dorso y alas.

## Alimentación
Estas aves se alimentan, generalmente guiadas por su aguda vista, de insectos, gusanos, crustáceos y otros invertebrados. Para buscar su alimento suelen frecuentar las praderas herbáceas, playas y planicies intermareales. Durante la época de cría también se alimentan de bayas en la tundra ártica.

## Hábitat y reproducción

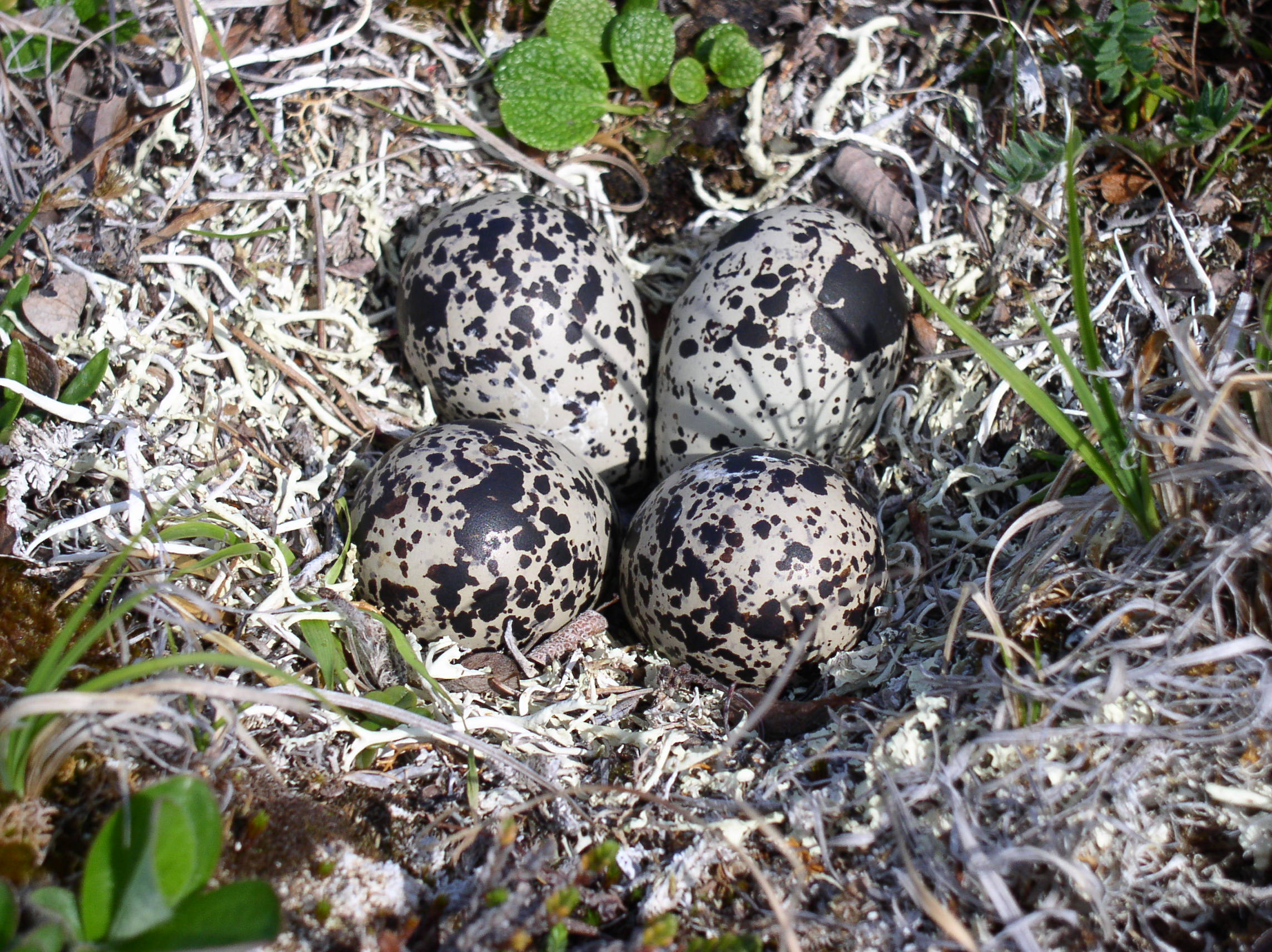
Nido descubierto con cuatro huevos.

Cría en las áreas más secas de la tundra ártica e inverna en las costas, marjales y, a veces, en praderas. Migra a grandes distancias, con el potente vuelo de sus puntiagudas alas.

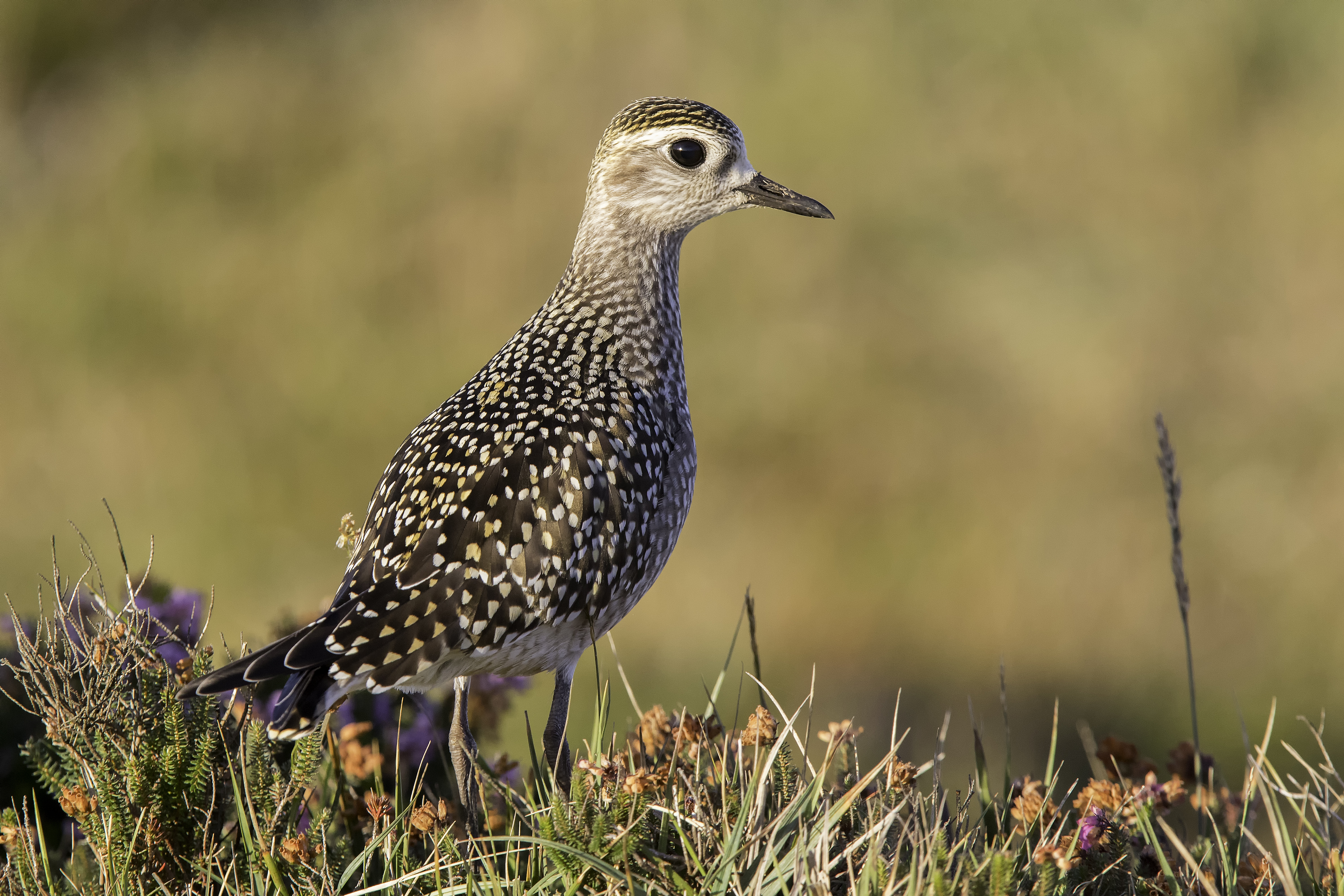
Chorlito dorado americano en plumaje invernal

El hábitat de reproducción del chorlito dorado americano es la tundra ártica del norte de Canadá y Alaska. Anidan en el suelo en un área abierta seco. Son una especie migratoria que pasa el invierno boreal en Uruguay, el sur de Brasil, sureste de Paraguay, norte de Argentina y centro de Chile. Para esto siguen una ruta de migración elíptica; las aves en vuelo hacia el norte pasan a través de América Central entre los meses de enero-abril y realizan una escala para alimentarse y descansar en el interior de los Estados Unidos, en los estados de Indiana e Illinois. En el otoño boreal, toman una ruta más al este, volando en su mayoría sobre el oeste del Atlántico y el mar Caribe a las áreas de invernada en las llanuras del curso medio y bajo de los ríos Paraná y Uruguay. Es bastante frecuente observar ejemplares divagantes de esta especie en el oeste de Europa.
Una comparación de las fechas y los patrones migratorios conduce a la conclusión de que los zarapitos esquimales y los chorlitos dorados americanos fueron las aves costeras que más probablemente atrajeron la atención de Cristóbal Colón respecto a la cercanía del continente llamado América a principios de octubre de 1492, después de 65 días en el mar fuera de la vista de la tierra.
Una enorme cantidad de estos chorlitos fue exterminada a balazos (principalmente en Estados Unidos) a finales del siglo XIX y desde entonces la población nunca se ha recuperado totalmente.